# Ямунанагар
Ямунанагар (англ. Yamuna Nagar, хинди यमुना नगर) — город на севере Индии, в штате Харьяна, административный центр одноимённого округа.

## История
До 1947 года на месте города располагалась небольшая деревня. В 1947 году, после раздела Британской Индии, сюда прибыли беженцы из новообразованного Пакистана.

## География
Город находится в северо-восточной части Харьяны, на берегу канала Западная Ямуна, к северо-западу от реки Джамна. Абсолютная высота — 254 метра над уровнем моря.
Ямунанагар расположен на расстоянии приблизительно 73 километров к юго-востоку от Чандигарха, административного центра штата и на расстоянии 140 километров к северу от Нью-Дели, столицы страны.

## Демография
По данным официальной переписи 2011 года, население составляло 383 318 человек, из которых мужчины составляли 53,6 %, женщины — соответственно 46,4 % . Уровень грамотности населения составлял 76,6 %.

Динамика численности населения города по годам:
| 1991    | 2001    | 2011    |
| ------- | ------- | ------- |
| 144 346 | 189 696 | 383 318 |

## Экономика и транспорт
На территории Ямунанагара расположен ряд промышленных предприятий: сахарный завод, предприятия по производству оборудования для нужд нефтехимической промышленности, фанерные фабрики и др. Также большую роль в экономике играет сельское хозяйство. В окрестностях города выращивают сахарный тростник, рис, пшеницу, чеснок и другие культуры.
Сообщение Ямунанагара с другими городами осуществляется посредством железнодорожного и автомобильного транспорта.
Ближайший крупный гражданский аэропорт расположен в городе Чандигарх.